# Усачёв, Александр Яковлевич
Александр Яковлевич Усачёв (17 [29] октября 1860, Михайловская, Хопёрский округ, область Войска Донского — 1 апреля 1943, Харбин) — российский военачальник, генерал-лейтенант (1919), командир Сибирского 3-го казачьего полка (1907—1909). Участник Первой мировой войны и Белого движения.

## Биография
Родился 17 (29) октября 1860 года в станице Михайловской Хопёрского округа области Войска Донского в семье казака-дворянина сотника Якова Киприановича Усачёва.
В 1878 году окончил Хопёрское окружное училище в станице Урюпинской и с 1 сентября вступил в воинскую службу. В 1880 году по 2-му разряду окончил Новочеркасское казачье юнкерское училище и в чине подхорунжего был направлен в Донской 13-й казачий полк. С 1 февраля 1890 года — командир сотни в полку.
Со 2 июля 1892 по 21 февраля 1898 года был старшим адъютантом штаба 3-й кавалерийской дивизии.
С 25 февраля 1902 года был в чине штаб-офицера для особых поручений при войсковом наказном атамане Сибирского казачьего войска генерал-лейтенанте Н. Н. Сухотине, одновременно будучи заведующим 5-й и 6-й сотнями Сибирского 3-го казачьего полка, находящимися в Омске (13.08.1902 — 31.01.1906).
С 20 мая 1906 года — штаб-офицер для особых поручений при командующем войсками Омского военного округа.
С 29 марта 1907 года назначен командиром Сибирского 3-го казачьего полка.
С 25 апреля 1909 года — атаман 3-го военного отдела, а с 16 января 1911 года — атаман 2-го военного отдела Сибирского казачьего войска.
Участник Первой мировой войны. С 1 августа 1914 года — командир 1-й бригады Сибирской казачьей дивизии. В составе войск 20-го армейского корпуса, 8 февраля 1915 года в Августовских лесах попал в германский плен (на конец 1917 года всё ещё находился в плену).
С началом гражданской войны в России находился в Донской армии. 20 марта 1919 года уволен в отставку с производством в генерал-лейтенанты.
В конце июля 1919 года вместе с генералом С. В. Буровым и войсковым старшиной П. П. Волосниковым прибыл в Омск. Служил в армии генерала А. В. Колчака. В 1919—1920 годах был представителем штаба Верховного Главнокомандующего по реквизиции грузов в Иркутске при главном начальнике снабжения войск Дальнего Востока и Иркутского военного округа генерал-майоре М. И. Афанасьеве.
С 1920 года в эмиграции в Китае. В 1922 году — начальник 20-го участка внутренней охраны КВЖД, затем состоял в научном совете в Северо-Маньчжурском университете в Харбине.
Скончался 1 апреля 1943 года в Харбине и был похоронен на Новом (Успенском) кладбище.

## Чины
- подхорунжий (1880)
- хорунжий (23.01.1882)
- сотник (23.01.1886)
- подъесаул (15.04.1893)
- есаул (18.03.1896)
- войсковой старшина (26.02.1903)
- полковник (08.03.1906)
- генерал-майор (25.03.1912[1])
- генерал-лейтенант (20.03.1919)

## Награды
- Орден Святого Станислава 3-й степени (1891)
- Орден Святой Анны 3-й степени (1900)
- Орден Святого Владимира 4-й степени (1903)
- Орден Святого Станислава 2-й степени (1905)
- Орден Святой Анны 2-й степени (1909)
- Орден Святого Владимира 3-й степени (1912)
- Орден Святого Станислава 1-й степени (1914)
- Орден Святой Анны 1-й степени с мечами (04.03.1915)
- Медаль «В память царствования императора Александра III» серебряная (1896)
- Медаль «В память 300-летия царствования дома Романовых» светло-бронзовая (1913)

## Семья
- Старший брат — Куприян Яковлевич Усачёв родился в 1857 году, казак станицы Михайловской. Прослужив в казачьих частях 25 лет, был назначен командиром полка, с которым вышел на фронт Первой мировой войны. С 1916 года командовал 5-й Донской казачьей дивизией: был известен тем, что обладая личной храбростью, берёг подчиненных казаков и необдуманно в бой не посылал, за что получил от них почётное прозвище «наш Дед». После Октябрьского переворота, в конце ноября 1917 года, увёл дивизию с развалившегося фронта на Дон. Прошёл с казаками путь до станицы Митякинской и после начала самопроизвольной демобилизации, Каменским штабом Походного Атамана генерала Назарова назначен начальником партизанских отрядов Донецкого Округа. После изнурительных боёв покинул Каменскую, увёл походным порядком в Новочеркасск остатки своих партизан и беженцев. 12 февраля был арестован Голубовым, вывезен красногвардейцами с местной гауптвахты и расстрелян в Краснокутской роще, вместе с атаманом Назаровым и пятью другими казачьими начальниками 17 февраля 1918 года.
  - Племянник — Яков Куприянович Усачёв родился 4 марта 1886 года. Окончил Донской Императора Александра III кадетский корпус и Николаевское инженерное училище, полковник. Участник Первой Мировой. Умер 22 октября 1923 года в эмиграции, в югославском городе Панчево.
  - Племянник — Георгий Куприянович Усачёв родился 19 декабря 1888 года. Окончил Донской Императора Александра III кадетский корпус и Михайловское артиллерийское училище. Хорунжим в 16-м Донском казачьем полку, награждён орденом Святого Станислава 3-й степени. В Первую Мировую сотником 33-го Донского казачьего полка за мужество и отвагу награждён орденами Святой Анны 2-й, 3-й и 4-й степеней, Святого Станислава 2-й степени, Святого Георгия 4-й степени за разведку боем. Подъесаул Г. Усачёв был убит в бою 17 июля 1915 года.
  - Племянник — Борис Куприянович Усачёв родился 28 сентября 1892 года. Служил в 33-м Донском казачьем полку, за личную храбрость награждён орденами Святой Анны 3-й степени с мечами и бантом, 4-й степени, Святого Станислава 2-й и 3-й степеней, Золотым Георгиевским оружием за выполнение разведки. Подъесаулом расстрелян революционными матросами в Полтаве, при возвращении полка на Дон.
  - Племянник — Иван Куприянович Усачёв родился 26 февраля 1898 года. Сотником Лейб — Гвардии Казачьего полка убит в конной атаке у Морозовки 11 августа 1919 года.

Сам Александр Усачёв по состоянию на 1906 год был женат и имел пятерых детей. Один из сыновей — Лев (род. 1911), крёстным отцом у него был Павел Юльевич Петерс.